# International Shooting Sport Federation
Die ISSF (International Shooting Sport Federation) ist Träger verschiedener Schießsportdisziplinen, die in aller Welt von Sportschützen betrieben werden. Gegründet wurde der Verband im Jahre 1907 als Union Internationale des Fédérations et Associations Nationales de Tir, 1921 wurde der offizielle Name in Union Internationale de Tir (UIT) geändert. Nachdem bereits in den vorangegangenen Jahren vereinzelt auch die englische Bezeichnung International Shooting Union verwendet wurde, erfolgte schließlich auf der Generalversammlung 1998 in Barcelona die Umbenennung in ISSF.
Der ISSF gehören 161 nationale Verbände an.(Stand: November 2018) Dazu gehören unter anderem:
- der Deutsche Schützenbund,
- die Federation Luxembourgeoise de Tir - aux Armes Sportives,
- der Österreichische Schützenbund
- der Verband der Jagd- und Wurftaubenschützen Österreich und
- der Schweizer Schiesssportverband.

## Präsidenten
- Pierre François Daniel Merillon, 1907–1925
- Jean Carnot, 1927–1947
- Erik Carlsson, 1947–1960
- Kurt Hasler; 1960–1976
- George Andrew Vichos, 1976–1980
- Olegario Vázquez Raña, 1980–2018
- Wladimir Lissin, 2018–2022
- Luciano Rossi, seit 2022

## Disziplinen

### Gewehr
Das Regelwerk Gewehr umfasst folgende Disziplinen:
- 300 m Gewehr,
- 300 m Standardgewehr,
- 50 m Gewehr und
- 10 m Luftgewehr.

Dabei wird mit dem Luftgewehr stehend geschossen. Bei den 50- und 300-m-Disziplinen wird liegend, stehend und kniend oder nur liegend geschossen.

### Pistole
Das Regelwerk Pistole umfasst folgende Disziplinen (in Klammern die traditionelle Bezeichnung):
- 50 m Pistole (Freie Pistole),
- 25 m Schnellfeuerpistole,
- 25 m Zentralfeuerpistole,
- 25 m Standardpistole,
- 25 m Pistole (Sportpistole),
- 10 m Luftpistole und
- 10 m fünfschüssige Luftpistole.

### Wurfscheibe
Das Regelwerk Wurfscheibe umfasst folgende Disziplinen:
- Trap
- Automatic Trap
- Doppeltrap
- Skeet

### Laufende Scheibe
Das Regelwerk Laufende Scheibe umfasst folgende Disziplinen:
- 50 m,
- 50 m Mix,
- 10 m und
- 10 m Mix.

## Munition
- 300 m: bis Kaliber 8 mm,
- 50 m: .22 lfB,
- 25 m: .22 lfB, aber bei Zentralfeuerpistole 7,62 mm – 9,65 mm (.30 - .38) und
- 10 m: 4,5 mm (.177) Diabolo.